# Carro Ligero Trubia
Trubia es el nombre común que recibe el carro de combate ligero que constituyó el primero de diseño y construcción puramente españoles. Participó en operaciones al comienzo de la guerra civil española, aunque sólo desempeñó un papel pequeño en el sitio de Oviedo.

## Desarrollo y producción
Tras las experiencias de la guerra del Rif, el ejército español decidió financiar un programa de desarrollo de un carro de combate ligero de diseño español. El nuevo vehículo se inspiró en el francés Renault FT-17, el vehículo más numeroso en servicio con el ejército español en su momento y uno de los más utilizados por muchos ejércitos en aquel entonces. El programa fue encabezado por el capitán de artillería Carlos Ruiz de Toledo, que había comandado anteriormente la batería de tanques de asalto Schneider CA1. el comandante Víctor Landesa Domenech (un oficial de artillería adjunto a la fábrica de armas de Trubia) y el ingeniero jefe de la fábrica de armas de Trubia, Rogelio Areces. El primer prototipo comenzó su desarrollo en 1925. Producido en la Fábrica de armas de Trubia en Asturias, el tanque estaba impulsado con el motor de cuatro cilindros (110X180) refrigerado por agua Hispano-Suiza con una potencia efectiva de 53,5 CV a 1300 r. p. m.; este era el mismo motor de los camiones de transporte pesado Hispano-Suiza Tipo 40/50 que el ejército español utilizaba desde 1915.
Dada la opinión del ejército español de que los FT-17 estaban limitados en potencia de fuego, el Trubia incorporaba una torreta especial; estaba diseñada en dos mitades articuladas, las cuales podían operar independientemente, cada una armada con una ametralladora; por lo que teóricamente, si una ametralladora se encasquillaba, el carro aún disponía de otra para poder defenderse. Además el casco del vehículo incorporaba troneras, que permitían a la tripulación disparar por ellas desde el interior del tanque. Este prototipo fue sometido a una serie de pruebas, y su éxito provocó la decisión de continuar con el desarrollo de un tanque de factura española, que conduce a un mejor diseño del tanque Trubia, conocido como el Carro Ligero Trubia de 75 Hp, Tiro Rápido, Serie A.
Mientras viaja por Europa, buscando integrar las tendencias de diseño extranjeras en el nuevo Trubia, el capitán Ruiz de Toledo encontró en Alemania un nuevo tipo de sistema de tracción. Diseñado para evitar que la oruga se descarrilara del vehículo, el nuevo diseño sustituía el tren de rodaje tradicional por un sistema que se mantenía unido gracias a una pared metálica lateral, con el sistema de rodamiento suspendido en el chasis. Además de este nuevo sistema de tracción, el Trubia iba a desarrollar una mayor velocidad, de al menos 30 km a la hora (19 mph), y alcance que el FT-17. Para refrigerar el motor y la tripulación, un dispensador de aire comprimido se instaló dentro del chasis. Esto resolvía los problemas relacionados con la claustrofobia de la tripulación y la entrada de gases procedentes del motor como sucedía en el FT-17, consiguiendo que la cabina de la tripulación fuese mucho más ergonómica. Los 50 cv originales (37 kW) fueron aumentados hasta los 75 caballos de vapor (56 kW) gracias a un motor Daimler de cuatro cilindros. La transmisión tenía cuatro marchas adelante y cuatro atrás. El nuevo tanque resultó satisfactorio e incluso mejoraba a los FT-17 en algunos aspectos, por lo que se ordenó la construcción de cuatro prototipos.
El primer prototipo fue fabricado en 1926. Se ordenaron un total de cuatro prototipos, pero la producción sufrió innumerables retrasos y en 1928 sólo uno de ellos se había terminado, mientras que los otros tres no estaban armados. El vehículo completo, designado Trubia A4, fue enviado a la Escuela Central de Tiro de Carabanchel, donde fue sometido a una serie de pruebas. El segundo prototipo fue completado en 1931, mientras que los dos últimos se terminaron en 1934. El prototipo original fue devuelto a la fábrica en 1935, para integrar una serie de modernizaciones y reparar cualquier daño sufrido por el vehículo durante el proceso de prueba. Los otros tres fueron remitidos al Regimiento de Infantería Milán n.º 32, en Oviedo, donde continuaron las pruebas.

## En combate
Tras el comienzo de la guerra civil española en julio de 1936, los tres prototipos de Trubia A4 del Regimiento de Infantería "Milán" quedaron automáticamente en manos de las Fuerzas sublevadas, mientras que el cuarto prototipo, ubicado en la fábrica de Trubia, fue tomado por los trabajadores de la fábrica y rápidamente reparado para poder ser puesto al servicio del ejército republicano. Esta unidad se perderá durante el asalto republicano a Oviedo del 10 de septiembre de 1936. Al final de la guerra en la zona, todas las unidades fueron desguazadas.

### Listas relacionadas
- Anexo:Vehículos blindados de combate por país
- Anexo:Carros de combate principales por generación